# Kembang Ayun (Pondok Kelapa)
Kembang Ayun is een bestuurslaag in het regentschap Bengkulu Tengah van de provincie Bengkulu, Indonesië. Kembang Ayun telt 527 inwoners (volkstelling 2010).